# Paraclius longicercus
Paraclius longicercus är en tvåvingeart som beskrevs av Yang och Patrick Grootaert 1999. Paraclius longicercus ingår i släktet Paraclius och familjen styltflugor.
Artens utbredningsområde är Yunnan (Kina). Inga underarter finns listade i Catalogue of Life.